# American Music Awards 2018
Předávání cen American Music Awards 2018 se konalo 9. října 2018 v Microsoft divadle v Los Angeles v Kalifornii. Ceremoniál byl vysílán stanicí ABC a moderovala ho Tracee Elliss Ross. Rapper a zpěvák XXXTentacion získal cenu v kategorii nejoblíbenější soul/R&B album. Cenu po jeho smrti převzala jeho matka Cleopatra Bernard.

## Vystoupení

### Hlavní show
- Taylor Swift – „I Did Something Bad“
- Twenty One Pilots – „Jumpsuit“
- Mariah Carey – „With You“
- Shawn Mendes a Zedd – „Lost in Japan“
- Ella Mai – „Boo'd Up“
- Cardi B, Bad Bunny a J Balvin – „I Like It“
- Benny Blanco, Halsey a Khalid – „Eastside“
- Post Malone a Ty Dolla Sign – „Psycho“/„Better Now“
- Dua Lipa – „One Kiss“/„Electricity“
- Jennifer Lopez – „Limitless“
- Camila Cabello – „Consequencs“
- Ciara a Missy Elliott – „Level Up“/„Dose“
- Carrie Underwood – „Spinning Bottles“
- Panic! at the Disco – „Bohemian Rhapsody“
- Gladys Knight, Donnie McClurkin, CeCe Winans, Ledisi a Mary Mary – Vzdání holdu Arethě Franklin – „Amazing Grace“/„Climb Higher Mountains“/„Mary Don't You Weep“/„How I Got Over“/„The Old Landmark“

## Účinkující
- Ansel Elgort
- Billy Eichner
- Caleb McLaughlin
- Camila Mendes
- Chadwick Boseman
- The Chainsmokers
- Chrissy Metz
- Ciara
- Daymond John
- DJ Khaled
- G-Eazy
- Gaten Matarazzo
- Heidi Klum
- Jared Leto
- Jenna Dewanová-Tatumová
- Jesse Tyler Ferguson
- Julia Michaels
- Justin Hartley
- Kat Graham
- Kathryn Hahn
- Kevin O'Leary
- KJ Apap
- Lea Michele
- Lili Reinhart
- Lilly Singh
- Madelaine Petsch
- Mark Cuban
- Martin Garrix
- Sabrina Carpenter
- Sadie Sink
- Viola Davis
- Yara Shahidi

## Vítězové a nominovaní
Tučně jsou označeni vítězové:
| Umělec roku | Objev roku |
| --- | --- |
| Taylor Swift - Drake - Post Malone - Imagine Dragons - Ed Sheeran | Camila Cabello - Cardi B - Dua Lipa - Khalid - XXXTentacion |
| Nejoblíbenější pop/rockový zpěvák | Nejoblíbenější pop/rocková zpěvačka |
| Post Malone - Drake - Ed Sheeran | Taylor Swift - Camila Cabello - Cardi B |
| Nejoblíbenější pop/rocková kapela/duo/skupina | Nejoblíbenější pop/rockové album |
| - Imagine Dragons - Coldplay - The Chainsmokers | reputation – Taylor Swift - Scorpion – Drake - ÷ (Divide) – Ed Sheeran |
| Nejoblíbenější pop/rocková skladba | Nejoblíbenější country zpěvák |
| „Havana“ – Camila Cabello feat. Young Thug - „God's Plan“ – Drake - „Perfect“ – Ed Sheeran | Kane Brown - Luke Bryan - Thomas Rhett |
| Nejoblíbenější country zpěvačka | Nejoblíbenější country kapela/duo/skupina |
| Carrie Underwood - Kelsea Ballerini - Maren Morris | Florida Georgia Line - Dan + Shay - LANCO |
| Nejoblíbenější country album | Nejoblíbenější country skladba |
| Kane Brown – Kane Brown - This One's for You – Luke Combs - Life Changes – Thomas Rhett | „Heaven“ – Kane Brown - „Tequila“ – Dan + Shay - „Meant to Be“ – Bebe Rexha a Florida Georgia Line                                                                                        |
| Nejoblíbenější rap/hip-hopový umělec | Nejoblíbenější rap/hip-hopové album |
| Cardi B - Drake - Post Malone | Beerbongs & Bentleys – Post Malone - Scorpion – Drake - Luv Is Rage 2 – Lil Uzi Vert |
| Nejoblíbenější rap/hip-hopová skladba | Nejoblíbenější soul/r&b zpěvák |
| „Bodak Yellow (Money Moves)“ – Cardi B - „God's Plan“ – Drake - „Rockstar“ – Post Malone feat. 21 Savage | Khalid - Bruno Mars - The Weeknd |
| Nejoblíbenější soul/r&b zpěvačka | Nejoblíbenější soul/r&b album |
| Rihanna - Ella Mai - SZA | 17 – XXXTentacion - American Teen – Khalid - CTRL – SZA |
| Nejoblíbenější soul/r&b skladba | Nejoblíbenější umělec – alternativní rock |
| „Finesse“ – Bruno Mars a Cardi B - „Young, Dumb & Broke“ – Khalid - „Boo'd Up“ – Ella Mai | Panic! at the Disco - Imagine Dragons - Portugal. The Man |
| Nejoblíbenější umělec – adult contemporary | Nejoblíbenější interpret – latino |
| Shawn Mendes - P!nk - Ed Sheeran | Daddy Yankee - J Balvin - Ozuna |
| Nejoblíbenější interpret – současná křesťanská hudba | Nejoblíbenější interpret – elektronická hudba |
| Lauren Daigle - MercyMe - Zach Williams | Marshmello - The Chainsmokers - Zedd |
| Video roku | Soundtrack roku |
| „Havana“ – Camila Cabello feat. Young Thug - „Bodak Yellow“ – Cardi B - „God's Plan“ – Drake | Black Panther - Největší showman - Rychle a zběsile 8 |
| Kolaborace roku | Turné roku |
| „Havana“ – Camila Cabello feat. Young Thug - „Finesse“ – Bruno Mars feat. Cardi B - „Rockstar“ – Post Malone feat. 21 Savage - „Meant to Be“ – Bebe Rexha a Florida Georgia Line - „The Middle“ – Zedd, Maren Morris feat. Grey | Taylor Swift – Taylor Swift's Reputation Stadium Tour - Beyoncé a Jay-Z – On the Run II Tour - Bruno Mars – 24K Magic World Tour - Ed Sheeran – ÷ Tour - U2 – Experience + Innocence Tour |
| Sociální umělec | |
| BTS - Cardi B - Ariana Grande - Demi Lovato - Shawn Mendes - Nicki Minaj | |